# Who Goes Next?
Who Goes Next? (Brasil: Truques do Destino ) é um filme de guerra britânico de 1938, dirigido por Maurice Elvey e estrelado por Barry K. Barnes, Sophie Stewart e Jack Hawkins. Durante a Primeira Guerra Mundial, um número de oficiais britânicos capturados, tentam escapar de um campo de prisioneiros de guerra. A história foi inspirada na fuga da vida real de 29 policiais através de um túnel do campo de prisioneiro de Holzminden, na Baixa Saxônia, Alemanha, em julho de 1918.

## Elenco
- Barry K. Barnes ... Major Hamilton
- Sophie Stewart ... Sarah Hamilton
- Jack Hawkins ... Capitão Beck
- Charles Eaton ... Capitão Royde
- Andrew Osborn ... F / O Stevens
- Frank Birch ... Capitão Grover
- Roy Findlay ... Tenente Williams
- Alastair MacIntyre ... Tenente Mackenzie
- Meinhart Maur ... Comandante